# Adélia da Normandia
Gerloque, batizada Adélia ou Adela (em francês:  Adèle; Ducado da Normandia, c. 912 — Nevers, após 14 de outubro de 962 ou depois de 969) foi duquesa da Aquitânia e condessa de Poitiers como esposa de Guilherme III da Aquitânia, conhecido como "Cabeça de Estopa." Ela foi a tataravó paterna do primeiro rei normando da Inglaterra, Guilherme, o Conquistador, sendo portanto, uma das ancestrais da Dinastia Plantageneta que governou o país por séculos. Ela também era ancestral direta da rainha Leonor da Aquitânia, esposa do neto do rei normando, Henrique II de Inglaterra, através de seu filho, e ancestral da rainha Matilde de Flandres, esposa de Guilherme, o Consquistador, através de sua filha.

## Família
Nascida com o nome nórdico de Gerloque, ela foi a filha do duque da Normandia Rolão, e de sua esposa, Popa de Bayeux.
A identidade de seus avós paternos é incerta, mas podem ter sido o jarl norueguês Rognualdo Eysteinsson e sua esposa Ragnilda Hrólfsdóttir, ou, então, uma família oriunda da Dinamarca. Da mesma forma, não se sabe ao certo quem eram os pais de Popa, mas, segundo o cronista Dodo de Saint-Quentin, o pai dela seria o conde Berengário II da Nêustria.
Ela teve um irmão, Guilherme I da Normandia, que, através do segundo casamento com Esprota, foi avô da rainha Ema da Normandia, primeiro casada com Etelredo II de Inglaterra e depois com Canuto II da Dinamarca.

## Biografia
No ano de 935, Gerloque se casou com o futuro duque Guilherme III da Aquitânia, filho do duque Ébalo da Aquitânia e de Emiliana.
Ela adotou o nome de Adélia após ser batizada na fé cristã. Teve dois filhos: Guilherme IV da Aquitânia como sucessor do pai, e Adelaide, rainha dos Francos como esposa de Hugo Capeto, e mãe de Roberto II de França.
Tornou-se duquesa da Aquitânia com a sucessão do marido em 962.
Adélia e Guilherme assinaram uma outorga, datada de 963, quando registraram uma doação à Abadia de Cluny, fundada por Guilherme I da Aquitânia.
Em 14 de outubro de 962, o rei Lotário de França deu a duquesa o direito de fazer uso da vasta propriedade em Poitiers, chamada Cour de Faye. Essa concessão, efetivamente, colocava fim a uma longa disputa entre o seu marido e a família de Hugo Capeto. Ela usou a propriedade para fundar o Mosteiro da Santa Trindade.
Enquanto seu irmão restabelecia a Abadia de Jumièges, ela lhe enviou doze monges da Abadia de São Cipriano, em Poitiers, então sob a direção do Abade Martin.
Adélia morreu em algum momento após a data de 14 de outubro de 962, ou mesmo depois do ano de 969. Já o duque Guilherme faleceu em 3 de abril de 963. Ela foi enterrada na Abadia de Saint-Maixent, hoje na comuna francesa de Saint-Maixent-l'École, na região da Nova Aquitânia.

## Descendência
- Guilherme IV da Aquitânia (937 – 3 de fevereiro de 994), foi casado com Ema de Blois, com quem teve três filhos;
- Adelaide da Aquitânia (c. 950/952 – 1004), rainha dos Francos como esposa de Hugo Capeto, fundador da Dinastia capetiana, com quem teve quatro fihlos.